# Cynips
Cynips is een geslacht uit de familie van de echte galwespen. Het behoort tot de onderfamilie Cynipinae.
Deze insecten vormen galappels op bomen uit het geslacht eik (Quercus). De larven leven in de galappel die tevens dient als voedselbron. Een bekende vertegenwoordiger van dit geslacht is de eikengalwesp (Cynips quercusfolii), waarvan de galappel onderaan de bladeren van onder meer de zomereik te vinden zijn.
Cynips komt in het grootste deel van Europa voor. De soorten die in Europa voorkomen zijn:
- C. agama

Dwarse erwtgalwesp Hartig, 1840
- C. cornifex Hartig, 1843
- C. disticha

Navelgalwesp Hartig, 1840
- C. divisa

Rode erwtengalwesp Hartig, 1840
- C. fusca (Fourcroy, 1785)
- C. longiventris

Eikenstuitergalwesp Hartig, 1840
- C. quercus (Fourcroy, 1785)
- C. quercusfolii

Eikengalwesp Linnaeus, 1758
- C. schlechtendali (Kieffer, 1901)